# Hamus kangdingensis
Espèce
Hamus kangdingensis est une espèce d'araignées aranéomorphes de la famille des Synotaxidae.

## Distribution
Cette espèce est endémique du Sichuan en Chine,. Elle se rencontre dans la ville-district de Kangding.

## Description
Le mâle holotype mesure 1,48 mm.

## Étymologie
Son nom d'espèce, composé de kangding et du suffixe latin -ensis, « qui vit dans, qui habite », lui a été donné en référence au lieu de sa découverte, la ville-district de Kangding.

## Systématique et taxinomie
Cette espèce a été décrite par Lin, Ballarin et Li en 2016.

## Publication originale
- Lin, Ballarin & Li, 2016 : « A survey of the spider family Nesticidae (Arachnida, Araneae) in Asia and Madagascar, with the description of forty-three new species. » ZooKeys, no 627, p. 1-168.